# KMHC Waalwijk
De Katholieke Mixed Hockey Club Waalwijk is een hockeyclub uit Waalwijk, Noord-Brabant, Nederland.
De club werd opgericht op 7 mei 1948 en speelt op Sportpark Olympia waar naast atletiek- en tennisverenigingen ook voetbalclub VV Baardwijk en RKC Waalwijk zijn gevestigd. Het eerste heren- en damesteam komen in het seizoen 2019/20 beide uit in de Derde klasse van de KNHB.